# Sinoadina racemosa
Sinoadina racemosa là một loài thực vật có hoa trong họ Thiến thảo. Loài này được (Siebold & Zucc.) Ridsdale miêu tả khoa học đầu tiên năm 1978.